# Bartolomeo Bimbi
Bartolomeo Bimbi (Settignano, 1648 – Florence, 1730) was een Italiaans kunstschilder.

## Leven en werk
Bimbi werd in Settignano geboren en studeerde in Rome. Hij was een leerling van Lorenzo Lippi en Onorio Marinari. Hij schilderde voornamelijk stillevens. Bimbi werkte aan het Florentijnse hof en hij schilderde onder andere voor Cosimo III de' Medici. Een bekend werk van hem is dell'Ambrogiana and della Topaia, thans in bezit van Palazzo Pitti. Bimbi schilderde eveneens de botanische collecties van de Medici.

## Galerij

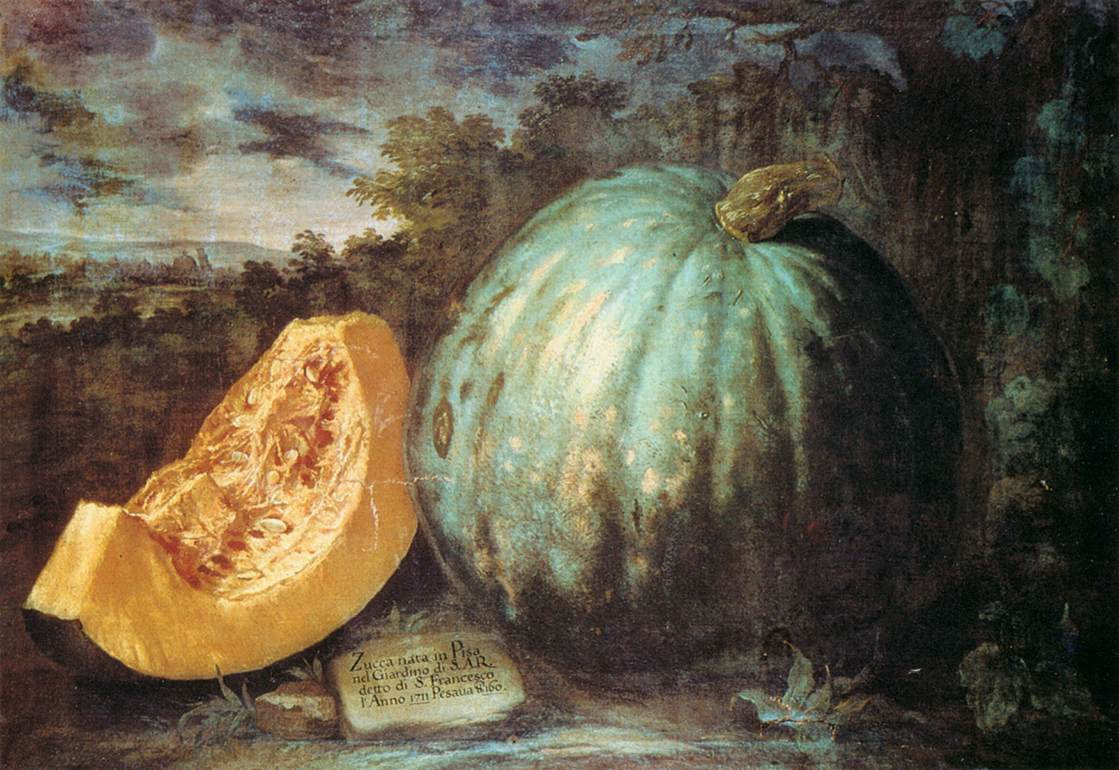
Pompoenen
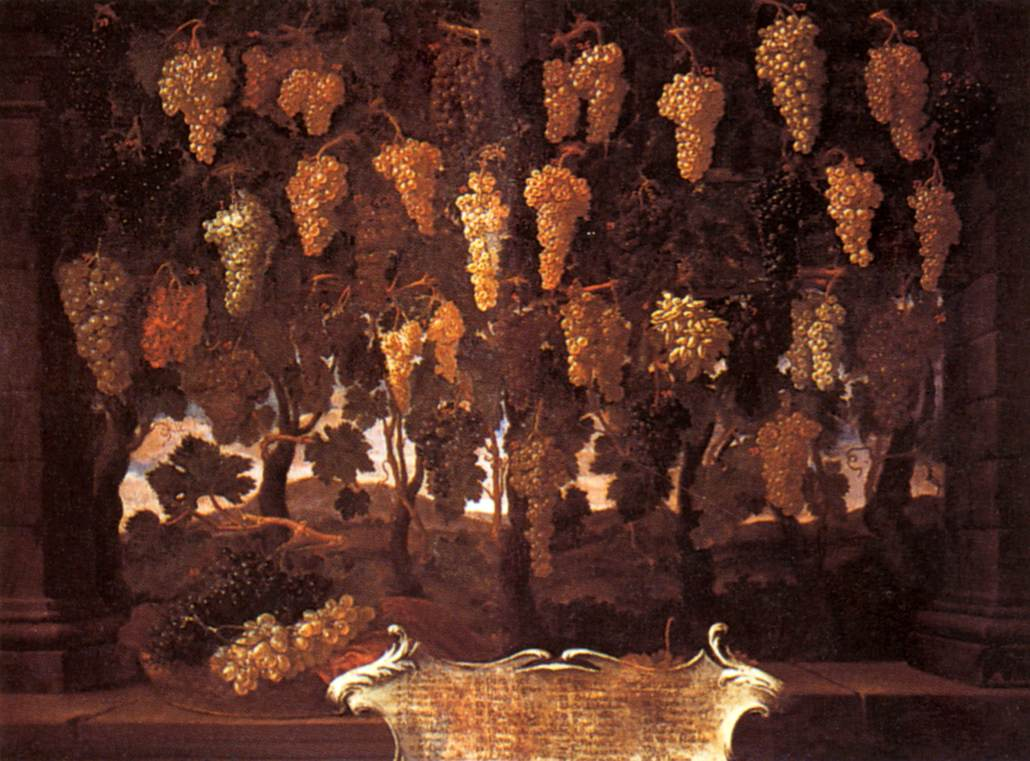
Druiven
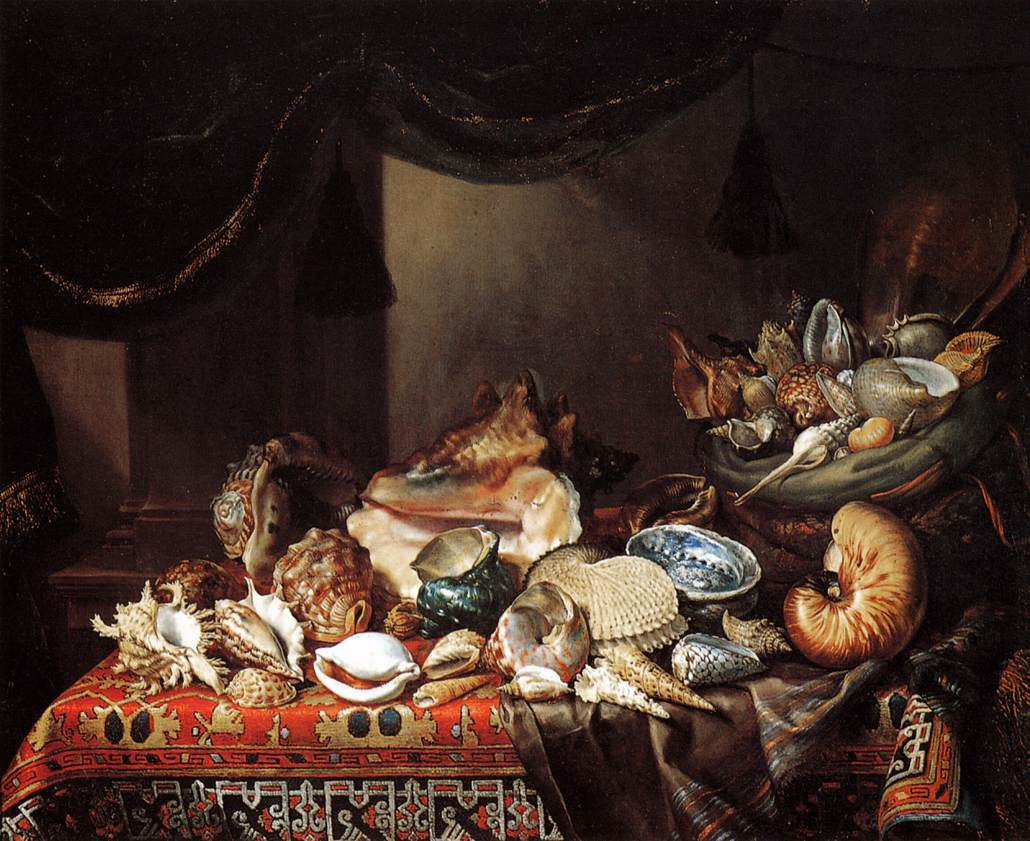
Schelpen
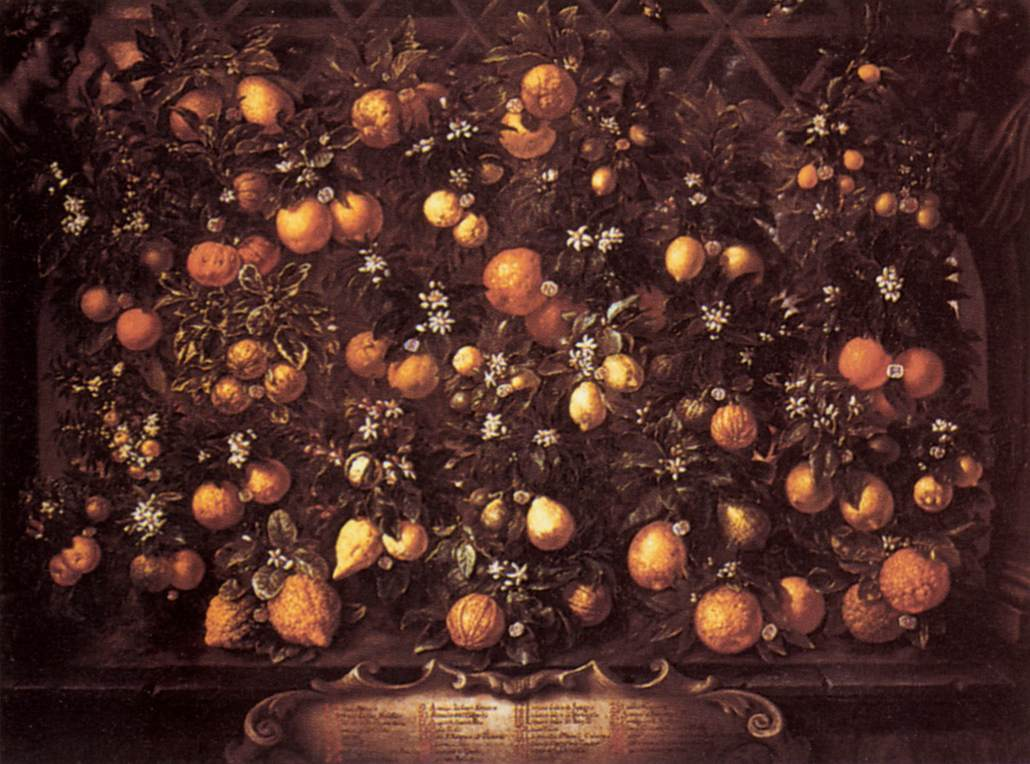
Citrusvruchten
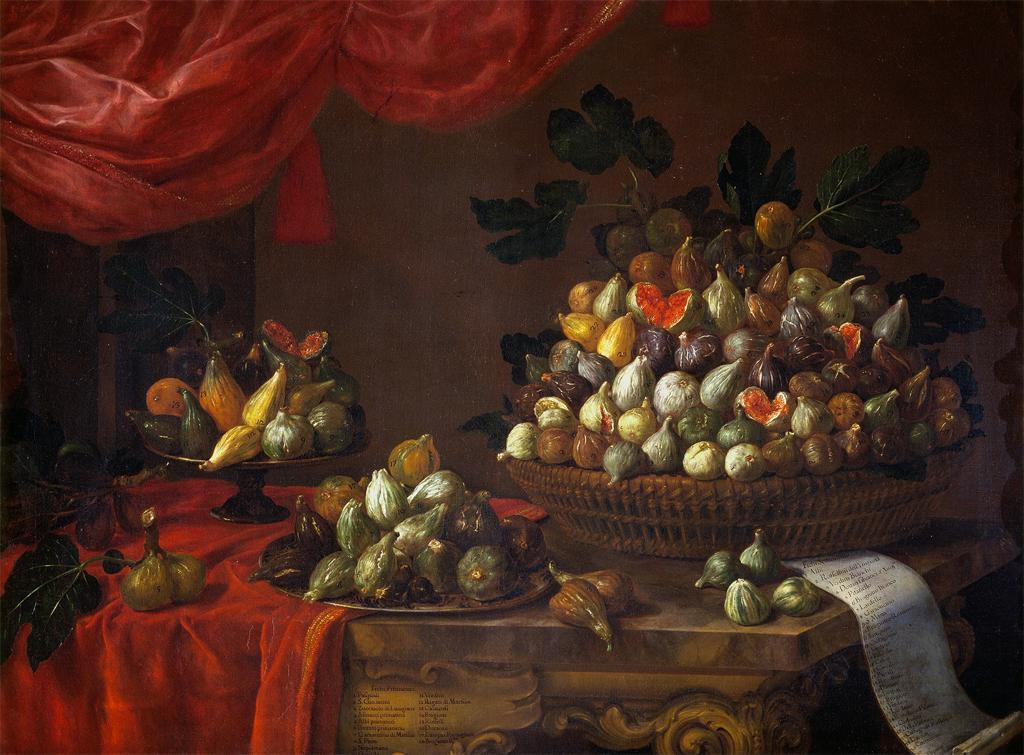
Vijgen

- Bibliothèque nationale de France: cb13576588z (data)
- Stuttgart Database of Scientific Illustrators 1450–1950: 5566
- Gemeinsame Normdatei: 121250830
- International Standard Name Identifier: 0000 0000 6679 8976
- Library of Congress Control Number: n86016106
- Nationale Bibliotheek van Tsjechië: xx0234528
- Nationale Bibliotheek van Israël: 987007434837205171
- RKD-Nederlands Instituut voor Kunstgeschiedenis: 8465
- Istituto Centrale per il Catalogo Unico: CFIV189648
- Système universitaire de documentation: 137046766
- Union List of Artist Names: 500007686
- Virtual International Authority File: 5782758
- WorldCat: E39PBJr7XtdcgTb8QF8pgDxFKd